# Михайловка (Сынжерейский район)
Михайловка (рум. Mihailovca) — село в Сынжерейском районе Молдавии. Наряду с сёлами Препелица, Клишкауцы и Шестачь входит в состав коммуны Препелица.

## История
Село Михайловка было впервые засвидетельствовано документально 5 января 1890 года.
На этой территории археологи обнаружили следы человеческого поселения, возникшего около 3500—2500 лет до н.э. Другое поселение датировано 1300—1000 гг. до н.э. На ее селище найдены следы сгоревших домов и домашняя утварь бронзовой эпохи.
Нынешнее село названо по имени помещика Михаила Огановича, который в начале XX века владел в этой зоне и в Дрэгэнешть 1.298 десятинами земли. В 1910 году в селе насчитывалось 76 дворов с 144 жителями.
В советский период в Михайловке было организовано коллективное хозяйство «К. Ворошилов», которое через некоторое время было объединено с колхозом села Препелица, а жители Михайловки образовали бригаду в его составе.
Храм села празднуется 21 ноября — день святых архангелов Михаила и Гавриила.

## География
Село расположено на высоте 68 метров над уровнем моря.

## Население
По данным переписи населения 2004 года, в селе Михайловка проживает 803 человека (397 мужчин, 406 женщин).
Этнический состав села:
| Национальность | Число жителей | Процентный состав |
| -------------- | ------------- | ----------------- |
| украинцы       | 705           | 87.8              |
| молдаване      | 81            | 10.09             |
| русские        | 16            | 1.99              |
| прочие         | 1             | 0.12              |
| Всего          | 803           | 100%              |